# Байвель Поліна Леопольдівна
Поліна Леопольдівна Байвель  (нар. 1966 р.) — британський інженер і вчений українського походження, професор оптичних комунікацій та мережі на кафедрі електроніки і електротехніки в університетському коледжі Лондона. Вона зробила великий внесок в дослідження і розробки з високою пропускною здатністю багатохвильових оптичних мереж.

## Навчання
П.Байвель народилася і виросла в Харкові і Ленінграді, де проживала до 1978 року. 
Вона отримала освіту в університетському коледжі Лондона, де їй було присуджено ступінь бакалавра технічних наук у 1986 році, потім докторський ступінь у 1990 році.
Також у 1990 році П.Байвель виграла грант наукового стажування у Лондонському королівському товаристві  за обміном з оптоволоконною лабораторією Інституту загальної фізики Академії Наук СРСР у Москві.

## Наукові дослідження
П.Байвель зосередила всі свої дослідження на збільшення швидкості і ємності волоконно-оптичних систем зв'язку. Також вона проводила фундаментальні дослідження для обмеження ємності оптичних нелінійностей та їх пом'якшення. 
Вона була однією з перших, хто науково довів доцільність використання довжини хвилі домену для маршрутизації в оптичних мережах у діапазоні відстаней і часових масштабах. П.Байвель створила застосування цих нових оптичних мережевих архітектурних концепцій, які були широко реалізовані в комерційних системах і мережах. Ці системи і мережі лежать в основі Інтернету і цифрових комунікацій та інфраструктури, необхідної для їх зростання. Її дослідження були профінансовані Дослідницькою Радою інженерних і фізичних наук ..

## Нагороди та почесні звання
П.Байвель була обрана співробітником Королівської Академії інженерних наук в 2002 році і нагороджена Інститутом інженерів з електротехніки та радіоелектроніки (IEEE).
В 2013 році вона отримала інженерну премію Фотонного товариства за досягнення.
У 2014 році П.Байвель отримала право читати Кліффорд Патерсон лекції.
А в 2015 році була нагороджений премією Королівської Академії інженерних наук Колін Кемпбелл Мітчелл.
П.Байвель у 2016 році була обрана членом Королівського товариства (FRS).
Вона була призначена командувачем Ордена Британської імперії (CBE) в 2017 році за заслуги в інженерії.

## Особисте життя
П.Байвель  одружена з Анатолієм Зайцем — професором фізики Королівського коледжу Лондона. Вони виховали двох дітей. 